# Ansai Yamazaki

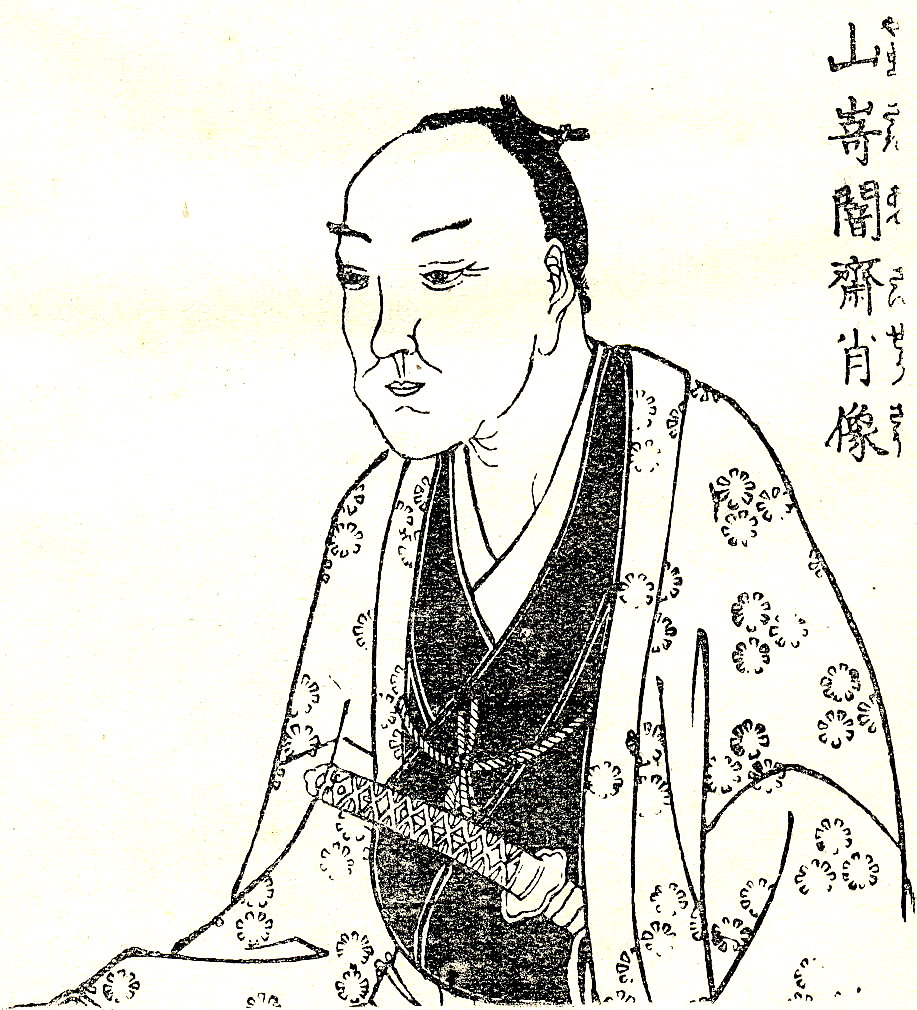
Ansai Yamazaki

Ansai Yamazaki (jap. 山崎闇斎 Yamazaki Ansai; ur. 1618, zm. 1682) – japoński filozof okresu Edo.

## Życiorys
Początkowo był mnichem buddyjskim w klasztorze tradycji tendai na górze Hiei. Nie znajdując odpowiedzi na dręczące go pytania, przeniósł się do klasztoru zen w Kioto, skąd na skutek konfliktu ze zwierzchnikami przeniesiono go do prowincji Tosa. Tam zetknął się z Kenzanem Nonaką, uczonym konfucjańskim. Pod wpływem jego nauk porzucił w 1642 roku życie mnisze i wrócił do Kioto jako wyznawca shushi-gaku (doktryny Zhu Xi). W 1655 roku otworzył własną szkołę, w której nauczał konfucjanizmu. Twierdził, że ortodoksyjna szkoła Razana Hayashiego wypaczyła sedno filozofii Zhu Xi, i przekonywał, że najważniejsze jest ćwiczenie się w moralności i praktykowanie cnót w relacjach międzyludzkich.
Pod wpływem odbytej w 1657 roku pielgrzymki do chramu Ise-jingū zwrócił się ku shintō. Pobierał nauki w Edo u Koretariego Yoshikawy. Stworzył własny system religijno-filozoficzny zwany suika-shintō, będący połączeniem rdzennej religii japońskiej i elementów neokonfucjańskiej metafizyki.